# جاسم عباس
جاسم عباس (6 أبريل 1969 - 15 فبراير 2022)؛ ممثل كويتي من أصول عربية إيرانية، اشتهر بأعماله الموجهة للطفل، وركز على مسرح الطفل.

## أبرز أعماله المسرحية
- افتح يا سمسم.[3]
- الحبوبة.
- أليس في بلاد الأقزام.
- الفيران.
- السمكة.
- بلاي ستيشن.
- الصياد.
- سندريلا.
- فيدو.
- ديدو.
- وندي.
- القطاوة.

## أبرز أعماله التلفزيونية
- مرآة الزمان.
- إلى الشباب مع التحية.
- أنا حر
- عيال قريه.
- جلثم وميثة.
- الماضي وخريف العمر.
- سمسمية وسمسوم.
- عواطف.
- نادر.
- محمد علي رود.

## وفاته
توفي جاسم عباس، مساء يوم الثلاثاء 15 فبراير 2022 الموافق 14 رجب 1443 هـ في المستشفى الأميري عن عمر ناهز 52 عامًا، وذلك بعد خمسة أيام من دخوله للعناية المركزة إثر ارتفاع في السكري ترتب عليه تسمم بالدم، وقد نعاه جمع من فناني الكويت.

## روابط خارجية
- جاسم عباس على موقع قاعدة بيانات الأفلام العربية